# Куо Тайчі
Куо Тайчі (*郭泰祺, 4 грудня 1888 —29 лютого 1952) — китайський дипломат, журналіст, викладач часів Китайської республіки.

## Життєпис

### Навчання
Походив з інтелігентної родини. Народився у м. Усюе (провінція Хубей). Син вченого Куо Сіґуцина. Здобув початкову класичну конфуціанську освіту. У 1902—1904 роках навчався в м. Учан у сучасній школі, заснованій на європейських методиках викладання. У 1904 році його було спрямовано китайським урядом на навчання в США. Тут навчався в середній школі вищого ступеня у м. Істгемптон (штат Массачусетс) з осені 1904 до літа 1908 року.
Після її закінчення він вступив до Університету Пенсильванії, де вивчав політичні науки. У березні 1911 року Куо був прийнятий у члени товариства «Фі Бета Каппа» (почесна студентська організація США). Після закінчення університету отримав науковий ступінь в галузі соціології. Протягом 1911 року працював репортером у Філадельфії, потім редактором студентської газети.

### Політична діяльність
У 1912 році повертається до Китаю, де приєднується до революційного руху проти династії Цін. Того ж року стає членом партії Гоміньдан. Згодом стає секретарем Лі Юаньхуна, який очолював військово-революційний уряд провінції Хубей. Перебував в Учані до грудня 1913 року, коли Юань Шикай переконав Лі Юаньхуна взяти активну участь у діяльності уряду в Пекіні, стати віце-президентом. Куо Тайчі, залишаючись підлеглим Лі, супроводжував його до Пекіну.
Після прийняття Лі Юаньхуном посади Президента Китайської республіки у 1916 році, Куо працював головним секретарем при президентському офісі й радником міністерства закордонних справ. Після відставки Лі став радником при уряді Сунь Ятсена. Влітку 1918 року разом з Чень Юженєм і Ван Чжентіном був направлений до США з метою домогтися американської підтримки для нового військового уряду, який було сформовано в Кантоні, однак ці зусилля успіху не мали. Наступного року Куо виступав технічним експертом Південної групи (Південний уряд в Кантоні) об'єднаної китайської делегації на Паризькій мирній конференції, і в 1920 році повернувся до Китаю.
Після повернення Сунь Ятсена з Шанхаю до Кантону, Куо Тайчі у 1921 році стає радником при президентському офісі і головою інформаційного бюро, а з квітня 1922 року очолює адміністративний департамент Гуандунського провінційного уряду.
У 1923 році він призначається на посаду заступника міністра закордонних справ, але після створення в 1925 році в Кантоні Національного уряду йде у відставку та очолює Комерційній коледж в Ухані.
Після розколу Гоміньдану Куо підтримав фракцію Чан Кайши, який сформував Національний уряд в Нанкіні на противагу режиму в Ухані на чолі із Ван Цзінвеєм. Тайчі перебирається до Шанхаю, де працює в уряді Чан Кайши як заступник міністра закордонних справ і голова міжнародного бюро.
У грудні 1927 року призначається на посаду голови Комітету з китайсько-радянських відносин. Куо зайняв негативну позицію по відношенню до Радянського Союзу. За його розпорядженням були ліквідовані комерційні підприємства, що належали Радянському Союзу в Шанхаї, а також проведена примусова реєстрація всіх росіян, що проживали в місті. Незабаром стає виконуючим обов'язки міністра закордонних справ, проте був відсторонений від роботи в уряді і знятий з усіх партійних посад в лютому 1928 року після того, як міністром закордонних справ став генерал Хуан Фу.
У 1928 році Куо Тайчі було спрямовано на роботу до Законодавчої палати, а в березні 1929 року передбачалося його відрядження як посла до Італії, проте від останнього призначення він відмовився. У 1930 році Куо приєднався до північної коаліції на чолі з Фен Юсяном і Ян Сішанєм.
У січні 1932 року був призначений заступником міністра закордонних справ, а також був членом Комітету закордонних справ Центральної Політичної Ради Гоміньдану. В цей час поновилися бої між китайськими та японськими військами. Останні намагалися захопити Шанхай. У березні в зв'язку зі складною обстановкою у районі воєнних дій було прийнято рішення про початок мирних переговорів. Куо Тайчі брав у них активну участь як голова китайської делегації. Після довгих і важких переговорів 5 травня 1932 року було підписано китайсько-японську угоду. З боку Китаю договір підписав заступник міністра закордонних справ Куо Тайчі. Китай був змушений прийняти умови Японії. Проте Куо не був згоден з позицією міністра закордонних справ Ло Веньгана і пішов у відставку.

### Дипломатична робота
У квітні 1932 був призначений послом до Великої Британії, проте продовжив роботу на посаді заступника міністра закордонних справ до призначення наступника. Крім своїх основних обов'язків в посольстві в Лондоні Куо Тайчі до 1938 року активно працював в Лізі Націй як представник Китаю. У своїх виступах він регулярно піднімав питання стосовно японської агресії в Китаї, зокрема про бомбардування японською авіацією відкритих китайських міст, боровся проти визнання державами Маньчжоу-го. Особливо велику увагу приділяв технічному співробітництву з Лігою Націй.
В цей період брав участь у кількох міжнародних конференціях, зокрема з фінансових питань в Лондоні у травні 1933 року. Також 1933 року був делегатом Китаю на конференції з роззброєння в Женеві. У 1934 році він стає главою китайської делегації на Асамблеї Ліги Націй. У 1934 році підтримав вступ Радянського Союзу до Ліги Націй. У 1935 році стає почесним доктором права Лондонського університету. У 1936 році був призначений головним представником Китаю в Раді Ліги Націй.
Після початку нової китайсько-японської війни в липні 1937 року (інцидент на мосту Марко Поло) разом з іншим китайським дипломатом Гу Вейцзюнєм робив активні зусилля, щоб домогтися від іноземних держав підтримки Китаю в його опорі Японії. Вони закликали Лігу Націй надати допомогу Китаю і бути присутнім на Брюссельській конференції, скликаній в 1937 році для розв'язання китайсько-японського конфлікту. Хоча Куо і Гу наполягали на введенні економічних санкцій проти Японії та наданні допомоги Китаю, підтримки вони не отримали. Натомість Куо стає почесним доктором права Оксфордського університету.
3 травня 1938 року було підписано англо-японська угода по китайським морським митницям в окупованих японцями портах. 6 травня Куо Тайчі виступив з протестом проти цієї угоди, і вона не було реалізована. Також Куо висловлювався проти того, щоби Велика Британія надавала Японії свободу дій в північному Китаї в обмін на врахування Японією англійських інтересів у цьому районі. У відповідь в англійському повідомленні від 14 січня 1939 року було заявлено про готовність британського уряду вести перемовини з Китаєм про скасування екстериторіальності тільки після укладення миру між Китаєм і Японією.
Після конфлікта у 1940 році між Китаєм та Великою Британією через намір останньої закрити Бірманську залізницю, якою китайці отримали спорядження, уряд Чан Кайши відклакав Куо Тайчі з Лондона (було припинено зв'язки з Великою Британією та Китай вийшов з Ліги Націй).

### Робота в уряді
Отримав призначення до Постійного комітету Верховної Ради національної оборони. Його діяльність на цій посаді полягала в тому, щоб спробувати перешкодити визнанню державами визнаного Японією нанкинського уряду Ван Цзінвея. У період з квітня по грудень 1941 року Куо Тайчі обіймав посаду міністра закордонних справ Китаю.
У травні 1941 року уряд Чан Кайши знову поставив на порядок денний питання про скасування нерівноправних договорів. Відбувся обмін думками між міністром закордонних справ Китаю Куо Тайчі і державним секретарем США К. Хеллом щодо намірів американського уряду відмовитися від прав екстериторіальності в Китаї. Хелл відкинув вимоги китайців, але підкреслив готовність уряду США обговорити це питання після настання миру.
В період діяльності Куо Тайчі на посаді міністра закордонних справ Китай розірвав відносини з країнами, які оголосили про визнання уряду Ван Цзінвея, підтримав Атлантичну хартію і встановив дипломатичні відносини з урядом Чехословаччини в еміграції. У грудні 1941 року був змінений на посаді міністра закордонних справ Сун Цзивенєм та обійняв посаду Голови Комітету закордонних справ Верховної Ради національної оборони. При цьому він продовжував відігравати велику роль у розробці зовнішньополітичного курсу країни, оскільки Сун значну частину часу перебував у США.

### Повернення до дипломатії
У лютому 1946 року був призначений представником Китаю в Раді Безпеки ООН. Потім у березні-квітні він увійшов до Комісії ООН з атомної енергії. У червні був удостоєний ступеня доктора права Університету Пенсільванії. У березні 1947 року він стає членом Комісії ООН зі звичайних видів озброєння, проте в грудні був змушений залишити цей пост у зв'язку з призначенням на посаду посла Китаю в Бразилії. Коли в 1949 році до влади в Китаї прийшла Комуністична партія, Куо Тайчі вийшов у відставку, залишив Ріо-де-Жанейро і перебрався до Санта-Барбари (штат Каліфорнія), де з 1939 року жила його дружина і два сини. Тут він помер 29 лютого 1952 року після тривалої хвороби.